# Skuleskogen (naturreservat)
Skuleskogen var ett naturreservat i Örnsköldsviks kommun i Västernorrlands län. Reservetet som låg i direkt anslutning till Skuleskogens nationalpark uppgick i denna vid en tidpunkt efter mars 2017 och före juli 2018.
Området var naturskyddat från 1979 och var 96 hektar stort beläget nordväst om nationalparken.